# Leopold Auburger
Leopold Auburger (* 24. März 1941 in München) ist ein deutscher Sprachwissenschaftler (Slawist, Kroatist), der auch zu bairischen Dialekten publiziert.

## Leben
Leopold Auburger wurde im Jahre 1941 in München geboren. Er studierte an der Universität München die Fächern Philosophie, Katholische Theologie, Formale Logik in Beziehung zur Wissenschaftstheorie und die Fächer Soziologie und Soziolinguistik. Seine Studien im Fachbereich der Katholischen Theologie und Philosophie setzte Auburger an der Hochschule der Dominikaner an der Albertus-Magnus-Akademie im Dominikanerkloster St. Albert in Walberberg fort.
Es erfolgte eine weitere Studienzeit an der Universität Hamburg im Fachgebiet der Slawistik, Sprachwissenschaften und Philosophie. Die Promotion erlangte Auburger im Jahre 1974, die Habilitation erfolgte im Jahre 1980 im Fachbereich Sprachwissenschaften. Leopold Auburger war unter anderem am Institut für Deutsche Sprache von 1975 bis 1981 in Mannheim tätig, von 1985 bis 2000 am Südost-Institut in München, wie auch von 2001 bis 2006 in Berlin bei der Stiftung Wissenschaft und Politik.

## Auszeichnungen
Er ist seit dem Jahr 2000 korrespondierendes Mitglied der Kroatischen Akademie der Wissenschaften.
Für seine wissenschaftlichen Tätigkeit im Bereich der Kroatistik erhielt Leopold Auburger gemeinsam mit dem russischen Sprachwissenschaftler und Kroatisten Artur Rafaelowitsch Bagdasarow im Jahre 2009 den INA award for promotion of Croatian culture worldwide der kroatischen Ölfirma INA.

## Kritik an Leopold Auburger
Einige Aspekte von Auburgers Tätigkeit wurden kritisiert, insbesondere präskriptivistische Tendenzen, Purismus, primordialistisches Völkerverständnis und der subjektive Charakter seiner Artikel zur Sprachpolitik.

## Schriften (Auswahl)
- Sprachliche Subsysteme. Linguistische Untersuchung zur philosophischen Fachsprache bei M. V. Lomonosov. Fundament-Verlag Sasse, Hamburg 1975 (Dissertation)
- Funktionale Sprachvarianten. Metalinguistische Untersuchungen zu einer allgemeinen Theorie. Steiner, Wiesbaden 1981, ISBN 3-515-03366-1 (Habilitationsschrift).
- Russland und Europa. Die Beziehungen M. V. Lomonosovs zu Deutschland. Groos, Heidelberg 1985, ISBN 3-87276-553-1.
- Sprachvarianten und ihr Status in den Sprachsystemen. Olms, Hildesheim 1993, ISBN 3-487-09768-0.
- Die kroatische Sprache und der Serbokroatismus (= Heilighofer Studien 7). Hess Verlag, Ulm 1999, ISBN 3-87336-009-8 (Kroatische Ausgabe: Hrvatski jezik i serbokroatizam, Maveda & Hrvatsko filološko društvo, Rijeka 2009, ISBN 978-953-7029-15-9)
- Boarische Orthographie = Orthographia Bavarica. Pro Business, Berlin 2009, 2. Auflage 2011, ISBN  978-3-86805-510-8.
- Morphologie der Verben der kroatischen Standardliteratursprache, Hrvatski studiji, Zagreb 2018, ISBN 9789537823733